# Salvia pinguifolia
Salvia pinguifolia är en kransblommig växtart som först beskrevs av Merritt Lyndon Fernald, och fick sitt nu gällande namn av Elmer Ottis Wooton och Paul Carpenter Standley. Salvia pinguifolia ingår i släktet salvior, och familjen kransblommiga växter. Inga underarter finns listade i Catalogue of Life.